# Francesco Smalto
Francesco Smalto, né le 5 novembre 1927 à Reggio de Calabre et mort le 5 avril 2015 à Marrakech, est un couturier italien.

## Biographie

### Enfance et formation
Francesco Smalto naît dans une famille modeste. Il est le fils d'Antonino Smalto et de Maria Sollitto. La mamma veille sur ses trois enfants. Le père, ébéniste chez un artisan, est lui-même un peu artiste. Il fabrique des meubles de style, de la marqueterie raffinée pour les châteaux. Dans l'atelier, son fils assemble de petits objets en bois. « Peut-être est ce lui qui m'a transmis le virus de la précision, de la veine créative » dira Smalto de son père.
Enfant, afin de gagner quelques lires, Francesco Smalto monte avec des amis de petits spectacles de marionnettes animées par des ficelles. Le jeune Francesco habille les figurines de bois. « Je volais des torchons de cuisine à ma mère ». Le costumier en herbe cherche à comprendre pourquoi les manches restent droites quand il pique la veste. Puis il découvre qu'il faut les échancrer pour donner de la souplesse. Sa vocation de couturier est faite.
À huit ou neuf ans, il prend conscience de son destin et décide alors qu'il habillera les « grands de ce monde ».
Il commence son apprentissage en suivant des cours dans une école d'État. À seulement quatorze ans, il crée son premier costume pour un ami de la famille[réf. nécessaire]. Rapidement, son ambition est de partir à la conquête de Paris. Il travaille alors chez Christiani puis chez Camps qui, à l'époque est le tailleur du « Tout Paris »[réf. nécessaire].
Avant de lancer sa griffe, il fait un stage de coupeur à New York chez Harris, le tailleur du Président Kennedy. Il est alors fasciné par la coupe des costumes américains qui privilégie le confort et le mouvement.

### Carrière
Francesco Smalto fonde sa maison en février 1962 et s’installe rue La Boétie à Paris.
Rapidement, il impose son style et invente par exemple une méthode de prise de mesure unique[réf. nécessaire], fait breveter des modèles exclusifs[réf. nécessaire] et développe des tissus d’exception chaque saison chez les tisserands britanniques Holland & Sherry (en). La marque Smalto gagne en notoriété et séduit une clientèle internationale comme le roi Hassan II du Maroc.[réf. souhaitée]
La marque Smalto est rachetée dans les années 2000 par Alain Duménil, qui investissait dans le luxe via la société Aliances Designers. Duménil sera mis en examen pour une affaire de banqueroute frauduleuse.

### Mort
Francesco Smalto meurt le 5 avril 2015 à Marrakech à l'hôtel de la Mamounia. Il est inhumé au cimetière parisien de Bagneux (division 70).

## Polémique
Au début de mars 2019, L’Obs révèle que Jack Lang aurait reçu pour près de 195 600 euros de costumes et pantalons du couturier italien Francesco Smalto entre 2013 et 2018. Son avocat confirme en précisant que « ses cadeaux n’ont jamais eu aucune contrepartie ». Une enquête préliminaire est ouverte le 12 mars pour « abus de biens sociaux ».

## Collection de vêtements
Les collections restent fidèles aux signes de reconnaissance de la marque : l’épaule roulée, le revers plaqué à l’équerre, l’emmanchure peu profonde mais large, le troisième bouton toujours dans l’alignement de la poche passepoilée, les parmentures en un seul morceau, les boutonnières milanaises.